# Cunningtonia longiventralis
Cunningtonia longiventralis är en fiskart som beskrevs av Boulenger, 1906. Cunningtonia longiventralis ingår i släktet Cunningtonia och familjen Cichlidae. IUCN kategoriserar arten globalt som livskraftig. Inga underarter finns listade i Catalogue of Life.